# منشأة غمرين
منشأة غمرين إحدى قرى مركز منوف التابع لمحافظة المنوفية بجمهورية مصر العربية.

## التاريخ
قرية منشأة غمرين من القرى القديمة، حيث وردت باسم «الساحل منشأة غمرين» في أعمال المنوفية ضمن قرى الروك الناصري التي أحصاها ابن الجيعان في كتاب «التحفة السنية بأسماء البلاد المصرية». وفي العصر العثماني وردت باسم «منشأة غمرين» في التربيع العثماني الذي أجراه الوالي العثماني سليمان باشا الخادم في عصر السلطان العثماني سليمان القانوني ضمن قرى ولاية المنوفية، وفي تاريخ 1228هـ/1813م الذي عدّ قرى مصر بعد المسح الذي قام به محمد علي باشا باسم «منشأة غمرين» ضمن قرى مديرية المنوفية.

## السكان
بلغ عدد سكان منشأة غمرين 2,935 نسمة، حسب الإحصاء الرسمي لعام 2006.